# Neckarbischofsheim
Neckarbischofsheim (phát âm tiếng Đức: [ˌnɛkaʁˈbɪʃɔfshaɪ̯m]) là một thị trấn thuộc huyện Rhein-Neckar-Kreis, bang Baden-Württemberg, Đức. Nơi đây nằm cách Sinsheim 8 km về phía đông bắc và cách Heidelberg 24 km về phía đông nam.

## Thị trưởng
- 1949–1974: Albert Kumpf
- 1974–1990: Günter Burkhardt
- 1990–2004: Rolf Geinert (SPD)
- 2004–2012: Hans-Joachim Vogt
- 2012–2020: Tanja Grether
- Từ năm 2020: Thomas Seidelmann

### Nhân vật nổi bật

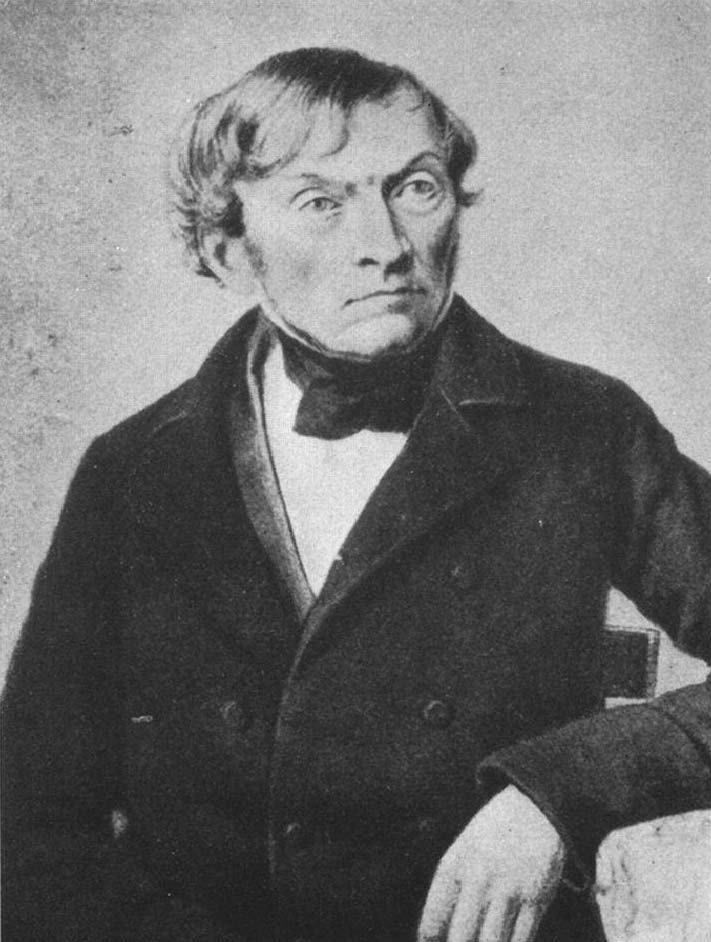
Karl Mayer

- Karl Mayer (1786-1870), luật gia và nhà thơ
- Louis Mayer (1791-1843), họa sĩ phong cảnh
- Axel Schock (sinh 1965), nhà báo và tác gia
- Ludwig Jesselson (sinh 1910), nhà từ thiện và doanh nhân